# Viller
Pour l’article ayant un titre homophone, voir Willer.
Viller est une commune française située dans le département de la Moselle et le bassin de vie de la Moselle-Est, en région Grand Est.

## Géographie
Commune située à 393 km de Paris, 50 km de Metz.

### Communes limitrophes
| Boustroff   | Vahl-lès-Faulquemont, Guessling-Hémering | Bistroff |
| Eincheville | Viller                                   |          |
| Landroff    |                                          | Harprich |

### Hydrographie
La commune est située dans le bassin versant du Rhin au sein du bassin Rhin-Meuse. Elle n'est drainée par aucun cours d'eau.

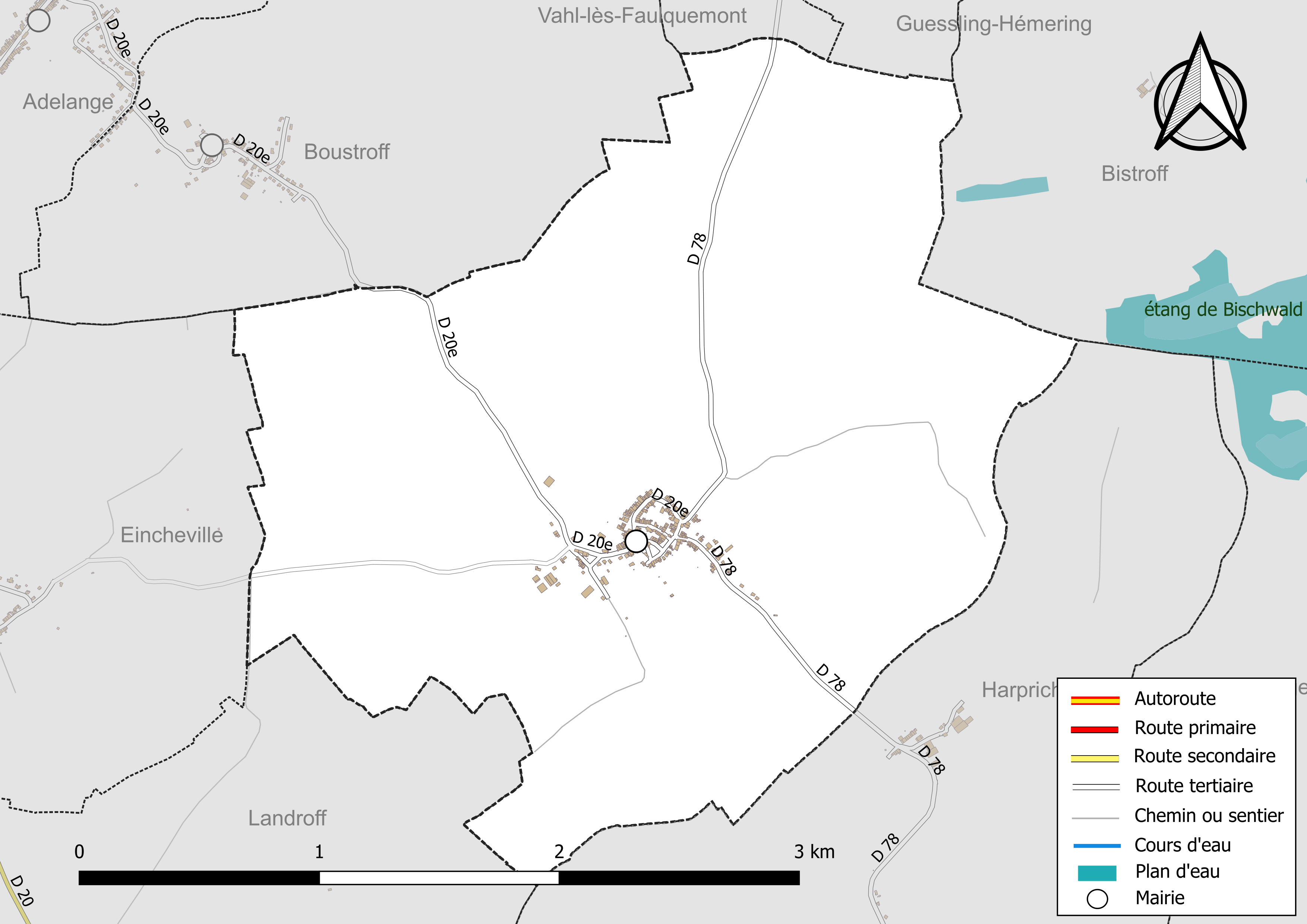
Réseaux hydrographique et routier de Viller.

### Climat
Pour des articles plus généraux, voir Climat du Grand Est et Climat de la Moselle.
En 2010, le climat de la commune est de type climat des marges montargnardes, selon une étude du Centre national de la recherche scientifique s'appuyant sur une série de données couvrant la période 1971-2000. En 2020, Météo-France publie une typologie des climats de la France métropolitaine dans laquelle la commune est exposée à un climat semi-continental et est dans la région climatique  Lorraine, plateau de Langres, Morvan, caractérisée par un hiver rude (1,5 °C), des vents modérés et des brouillards fréquents en automne et hiver. 
Pour la période 1971-2000, la température annuelle moyenne est de 9,6 °C, avec une amplitude thermique annuelle de 16,9 °C. Le cumul annuel moyen de précipitations est de 878 mm, avec 11,9 jours de précipitations en janvier et 9,5 jours en juillet. Pour la période 1991-2020, la température moyenne annuelle observée sur la station météorologique de Météo-France la plus proche, « Rodalbe », sur la commune de Rodalbe à 9 km à vol d'oiseau, est de 10,6 °C et le cumul annuel moyen de précipitations est de 737,2 mm. 
La température maximale relevée sur cette station est de 38,7 °C, atteinte le 24 juillet 2019 ; la température minimale est de −18,1 °C, atteinte le 26 décembre 2010,,. 
Les paramètres climatiques de la commune ont été estimés pour le milieu du siècle (2041-2070) selon différents scénarios d'émission de gaz à effet de serre à partir des nouvelles projections climatiques de référence DRIAS-2020. Ils sont consultables sur un site dédié publié par Météo-France en novembre 2022.

## Urbanisme

### Typologie
Au 1er janvier 2024, Viller est catégorisée commune rurale à habitat dispersé, selon la nouvelle grille communale de densité à sept niveaux définie par l'Insee en 2022.
Elle est située hors unité urbaine. Par ailleurs la commune fait partie de l'aire d'attraction de Faulquemont, dont elle est une commune de la couronne,. Cette aire, qui regroupe 7 communes, est catégorisée dans les aires de moins de 50 000 habitants,.

### Occupation des sols
L'occupation des sols de la commune, telle qu'elle ressort de la base de données européenne d’occupation biophysique des sols Corine Land Cover (CLC), est marquée par l'importance des territoires agricoles (73,3 % en 2018), une proportion identique à celle de 1990 (73,3 %). La répartition détaillée en 2018 est la suivante : 
zones agricoles hétérogènes (53,8 %), forêts (23,3 %), prairies (16,3 %), zones urbanisées (3,5 %), terres arables (3,2 %). L'évolution de l’occupation des sols de la commune et de ses infrastructures peut être observée sur les différentes représentations cartographiques du territoire : la carte de Cassini (XVIIIe siècle), la carte d'état-major (1820-1866) et les cartes ou photos aériennes de l'IGN pour la période actuelle (1950 à aujourd'hui).

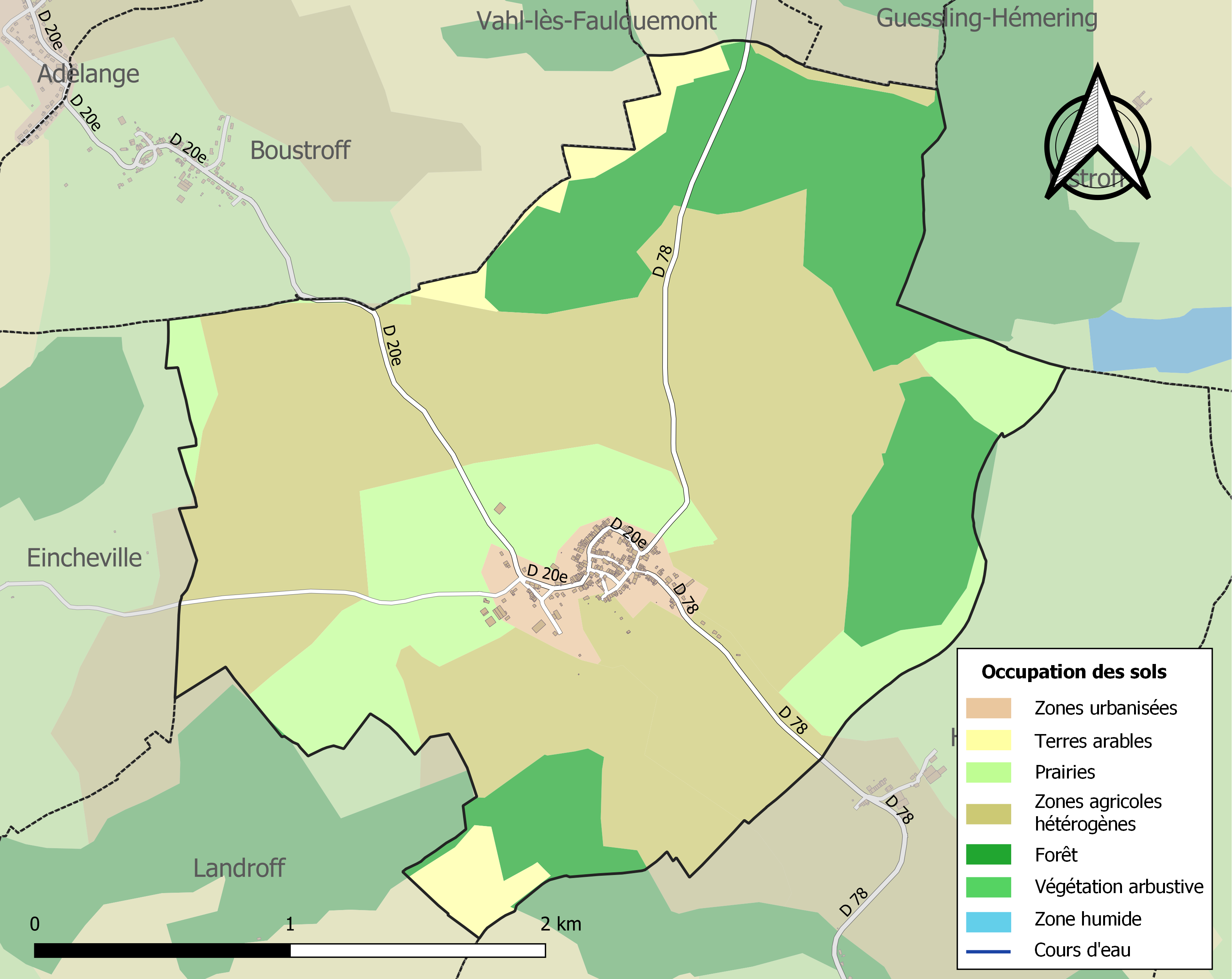
Carte des infrastructures et de l'occupation des sols de la commune en 2018 (CLC).

## Toponymie
- Weiller (1594), Wyler (XVIIe siècle), Willer (1606), Villers et Vileur (1779), Viller-lès-Landroff (XVIIe et XVIIIe siècles), Willer-Landroff (XVIIIe siècle), Viller (1793)[13].
- En francique lorrain : Willer [vilɐ].

## Histoire
- Dépendait de l'ancienne province de Lorraine, seigneurie de Morhange.
- Seigneurie de la Maison de Gourcy.
- La commune de Viller absorbe celle de Boustroff de 1811 à 1835.
- La commune est desservie en octobre 2008 par le WiMAX.

## Politique et administration
La commune appartient à l'Agglo Saint-Avold Centre mosellan.
| Période                                  | Période    | Identité            | Étiquette | Qualité                                    |
| ---------------------------------------- | ---------- | ------------------- | --------- | ------------------------------------------ |
| Mars 1995                                | Mars 2008  | Valentin César      |           | Retraité des HBL                           |
| Mars 2008                                | Avril 2014 | Marie-Pierre Perrin | Sans      | Général de gendarmerie en retraite         |
| Avril 2014                               | En cours   | Cédric Muller       | Sans      | Agent de fabrication - exploitant agricole |
| Les données manquantes sont à compléter. |            |                     |           |                                            |

## Démographie
L'évolution du nombre d'habitants est connue à travers les recensements de la population effectués dans la commune depuis 1793. Pour les communes de moins de 10 000 habitants, une enquête de recensement portant sur toute la population est réalisée tous les cinq ans, les populations de référence des années intermédiaires étant quant à elles estimées par interpolation ou extrapolation. Pour la commune, le premier recensement exhaustif entrant dans le cadre du nouveau dispositif a été réalisé en 2004.

En 2022, la commune comptait 173 habitants, en évolution de −16,83 % par rapport à 2016 (Moselle : +0,52 %, France hors Mayotte : +2,11 %).
| 1793 | 1800 | 1806 | 1821 | 1836 | 1841 | 1861 | 1866 | 1871 |
| ---- | ---- | ---- | ---- | ---- | ---- | ---- | ---- | ---- |
| 346  | 386  | 461  | 462  | 542  | 518  | 540  | 542  | 526  |

| 1875 | 1880 | 1885 | 1890 | 1895 | 1900 | 1905 | 1910 | 1921 |
| ---- | ---- | ---- | ---- | ---- | ---- | ---- | ---- | ---- |
| 521  | 513  | 493  | 483  | 481  | 483  | 461  | 434  | 354  |

| 1926 | 1931 | 1936 | 1946 | 1954 | 1962 | 1968 | 1975 | 1982 |
| ---- | ---- | ---- | ---- | ---- | ---- | ---- | ---- | ---- |
| 346  | 338  | 304  | 290  | 289  | 250  | 237  | 220  | 230  |

| 1990 | 1999 | 2004 | 2006 | 2009 | 2014 | 2019 | 2022 | - |
| ---- | ---- | ---- | ---- | ---- | ---- | ---- | ---- | - |
| 224  | 200  | 191  | 191  | 191  | 200  | 186  | 173  | - |

## Culture locale et patrimoine

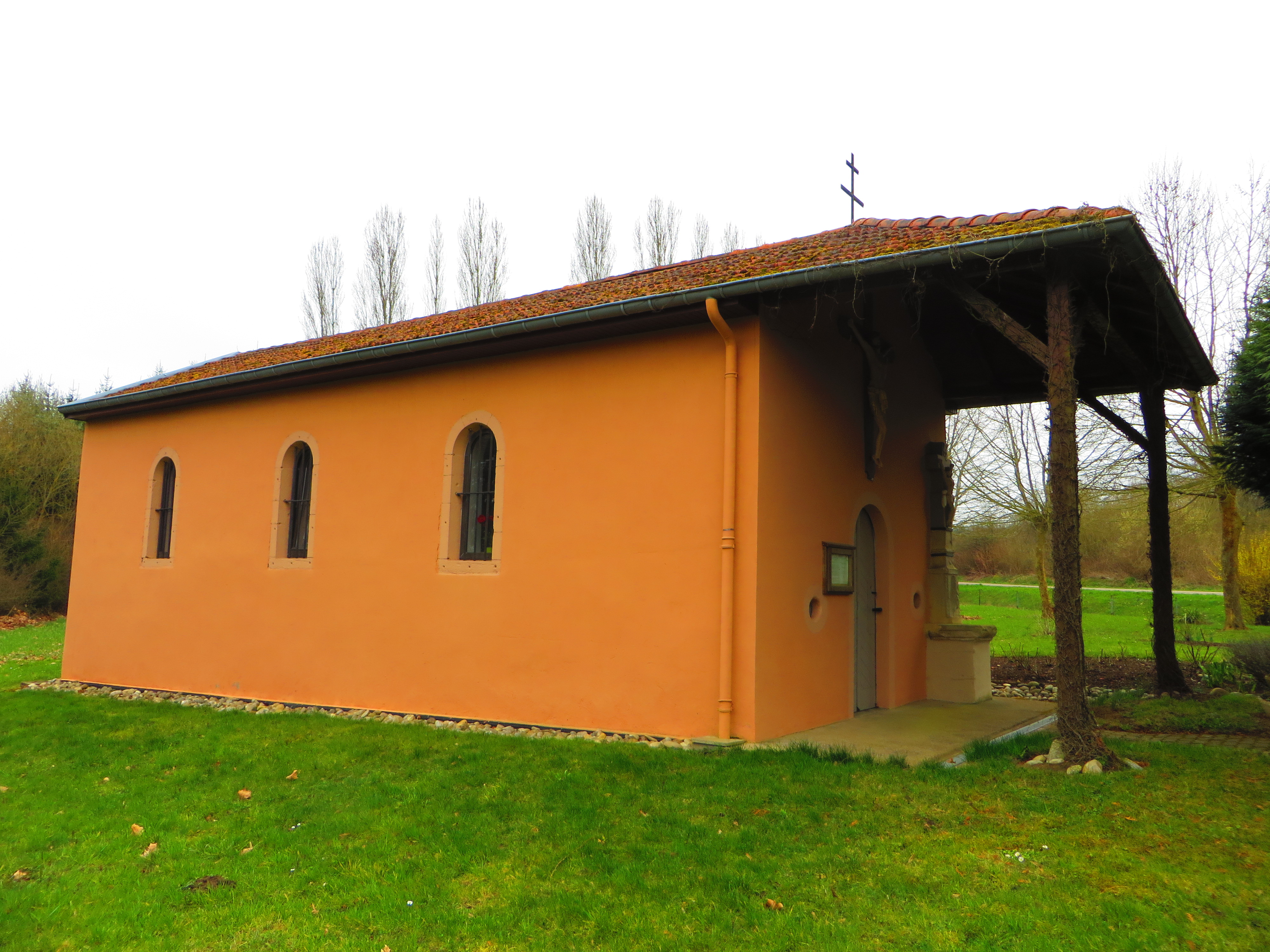
Chapelle Notre-Dame-des-Sept-Douleurs

### Lieux et monuments
- Passage d'une voie romaine ; vestiges (statuette d'Apollon).
- Église  Église Saint-Jacques-le-Majeur, 1717, reconstruite en 1950.
- Chapelle Notre-Dame-des-Sept-Douleurs, 1734.

## Héraldique
| Blason de Viller | Blason  | Ecartelé aux 1 et 4 d'argent à une croix pattée alaisée de sable, et aux 2 et 3 d'azur à la coquille d'or. |
| Blason de Viller | Détails | Le statut officiel du blason reste à déterminer.                                                           |

## Pour approfondir